# Соколова, Ирина Николаевна
Ири́на Никола́евна Соколо́ва (1913, Российская империя — 1990, СССР) — советская оперная и камерная певица (меццо-сопрано, контральто). Солистка Большого театра в периоды с 1939 по 1944 годы и с 1946 по 1959 годы.

## Биография
Солистка Большого театра в периоды с 1939 по 1944 годы и с 1946 по 1959 годы.
Из воспоминаний оперного певца, баса, Ивана Ивановича Петрова:

В то же самое время пела в Большом театре и Ирина Николаевна Соколова, низкое меццо-сопрано. Благодаря мальчишеской внешности она очень естественно выглядела в ролях Вани, Ратмира, Леля. Но Ирина Николаевна пела и Ольгу, Маддалену и другие партии.— Петров И. И. Четверть века в Большом: Жизнь. Творчество. Размышления
Певец Анатолий Иванович Орфёнов в своей книге писал:

На позициях «второго эшелона» находилось и такое чудо природы, как певицы контральто (голос, которого сегодня почти не осталось)<…>незаменимыми «мальчиками» в русских операх числились сочная Елизавета Антонова, эффектная Бронислава Златогорова, голосистая Варвара Гагарина и, скажем, Ирина Соколова, о которой трудно сказать что-либо определенное, как и о многих в этом списке бесславья — нет ни записей, ни зафиксированных свидетельств современников.— Орфёнов А. И. Записки русского тенора
Урна с прахом захоронена в колумбарии Введенского кладбища.

## Репертуар
Исполняла следующие оперные партии:
| Год  | Партия     | Опера              | Композитор             | Голос         |  |
| ---- | ---------- | ------------------ | ---------------------- | ------------- |  |
|      | Ваня       | «Иван Сусанин»     | Глинка М. И.           | контральто    |  |
| 1947 | Груня      | «Вражья сила»      | Серов А. Н.            | меццо-сопрано |  |
|      | Зибель     | «Фауст»            | Гуно Ш.                | меццо-сопрано |  |
|      | Кармен     | «Кармен»           | Бизе Ж.                | меццо-сопрано |  |
|      | Кончаковна | «Князь Игорь»      | Бородин А. П.          | контральто    |  |
|      | Лель       | «Снегурочка»       | Римский-Корсаков Н. А. | контральто    |  |
|      | Любаша     | «Царская невеста»  | Римский-Корсаков Н. А. | меццо-сопрано |  |
|      | Маддалена  | «Риголетто»        | Верди Дж.              | контральто    |  |
|      | Марфа      | «Хованщина»        | Мусоргский М. П.       | контральто    |  |
|      | Нежата     | Садко"             | Римский-Корсаков Н. А. | контральто    |  |
|      | Ольга      | «Евгений Онегин»   | Чайковский П. И.       | контральто    |  |
|      | Ратмир     | «Руслан и Людмила» | Глинка М. И.           | контральто    |  |

## Записи
- Опера М. И. Глинки «Иван Сусанин» в исполнении солистов Большого театра. Дирижёр — Василий Васильевич Небольсин. Хор и оркестр ГАБТ СССР. Запись 1951 г. (1 д.), 1950 г. (3, 4 д.).
  - Иван Сусанин — Марк Осипович Рейзен (бас);
  - Антонида — Елизавета Владимировна Шумская (сопрано);
  - Богдан Собинин — Георгий Михайлович Нэлепп (тенор);
  - Ваня — Ирина Николаевна Соколова (контральто).

## Награды
- Орден «Знак Почёта» (27 мая 1951 года) — за выдающиеся заслуги в развитии советского музыкально-театрального искусства и в связи с 175-летием со дня основания Государственного ордена Ленина Академического Большого театра СССР[5].

Медаль "За боевые заслуги" согласно пр.106/н от 18.11.1944 г. Политуправления 4 Украинского фронта.

## Публикации
Соколова И. Образ Груни // Советский артист : газета. — 1947.